# Antonio Migliaccio
Antonio Migliaccio (Giugliano in Campania, 19 dicembre 1854 – Qualiano, 22 gennaio 1945) è stato un presbitero italiano, fondatore delle Discepole di Santa Teresa del Bambin Gesù.

## Biografia
Antonio Migliaccio nacque il 19 dicembre del 1854 da Raffaele e da Luisa del Pezzo: la famiglia si trasferì presto da Giugliano a Qualiano, dove i Migliaccio possedevano una casa di campagna.
Nonostante l'opposizione del padre, Antonio compì gli studi teologici e filosofici presso il francescano p. Ludovico nel convento di Giugliano e il 22 dicembre 1877 fu ordinato sacerdote ad Aversa da Domenico Zelo, vescovo del luogo.
Promosse la rinnovamento della chiesa parrocchiale di Santo Stefano in Qualiano, che si trovava in stato di fatiscenza ed era divenuta insufficiente per l'accresciuto numero di abitanti. I lavori, approvati dal vescovo Carlo Caputo, terminarono nel 1896. 

### Rettore del seminario
Nel 1896 fu nominato rettore del convitto dei chierici, o secondo seminario, fondato dal vescovo Caputo. Ricoprì la carica fino al 1º luglio 1937, quando la Congregazione dei Sacramenti fuse l'istituto con il primo seminario diocesano.
Nel 1916 fu eletto canonico cattedrale di Aversa: fu inizialmente penitenziere e, dal 1932, succantore del capitolo.

### Fondatore
Nel 1912 pensò di fondare a Qualiano un'istituzione per l'educazione delle orfane e l'assistenza agli anziani abbandonati. La prima sede dell'opera fu la Cascina Migliaccio, la vecchia masseria di famiglia, e il sacerdote ebbe come collaboratrici donna Beppina e altre giovani donne di Qualiano, che si misero a disposizione come educatrici.
Per garantire continuità all'opera, nel 1932 fondò la congregazione delle suore Discepole di Santa Teresa del Bambin Gesù (che ottenne il riconoscimento a istituto di diritto pontificio il 19 luglio del 1969).
Morì il 22 gennaio 1945 all'età di 90 anni e dopo due giorni furono celebrati i solenni funerali; il 27 aprile del 1947 la salma fu traslata nella chiesa della congregazione su richiesta delle sue suore e del popolo qualianese.
Nel 1970 Antonio Cece, vescovo di Aversa, accolse l'istanza della congregazione religiosa per l'apertura del processo di canonizzazione per il canonico Antonio Migliaccio.